# Makkabeusok első könyve
A Makkabeusok első könyve a Szeptuaginta Ószövetségében a Malakiás könyve utáni két utolsó történelmi beszámoló egyike. A római katolikus, ortodox és kopt egyházak szerint része a bibliai kánonnak, a protestáns felekezetek többsége azonban apokrifnak tekinti. A könyv egy öt gyermekes családról szól, akik forradalmi tetteikkel, majd katonai hadvezetéseivel Izrael visszanyerte önállóságát a hellénektől. A legkiemelkedőbb hadvezérük Júdás Makkabeus volt.

## Történelmi háttér
A hellén uralom alatt élő zsidók között Kr. e. 167-ben függetlenségi háború indult el, mely három év alatt az ország függetlenségéhez vezetett. (A függetlenség 101 évig tartott, amikor is a Római Birodalom hódította meg az országot Kr. e. 63-ban, és Sziriához csatolták, mint provinciát). A forradalom IV. Antiokhosz Epiphanész erőszakos hellenizáló törekvései miatt törtek ki. A könyv Mattatiás Kr. e. 167-es lázadásától kezdve Simon Kr. e. 135-ben való meggyilkolásáig tartó küzdelmet írja le. A történetben Makkabeus Júdás háborút folytatott a Szeleukida ellen. A harcok végén Makkabeus Simon lett a fővezér, főpap és a zsidók vezetője.
Az ellenállás Jeruzsálem környékéről indultak, majd Galileára, illetve a nyugati és keleti országrészre terjedtek át.
- A könyv eredetileg héberül íródott kb. Kr. e. 100-ban. Az első Makkabeus könyv, a kor legrészletesebb történelmi dokumentumának tekinthető, és érdekes epizódokon keresztül jól megvilágítja a hellenizmus szokásait és Róma hírnevét és a korabeli zsidóság hozzá való viszonyulásait.
- A Makkabeus elnevezés Mattatiás harmadik fiától ered, akit Júdás Makkabeusnak hívtak.
- A történetíró Josephus Flavius Hasmoneusoknak nevezi a Makkabeusokat.

## Téma
A bevezetésben a történet leírja Nagy Sándor háborúit, és hogy utódai hogyan hatoltak be Izraelbe. Mattatiás, a királyi tisztviselőnek ellenállt, megölte majd lerombolta a hellén oltárt, és családjával a hegyekbe menekült. Az utánuk indított hajtóvadászat balul sikerült, így sokan követték a család példáját. Mattatiás azonban meghalt, búcsúbeszédében fiait buzdította. Júdás hadvezérré vált, a könyv leírja dicső harci cselekedeteit, majd két testvérének (Jonatán és Simon) főpapságát. Júdást egy rendkívüli hívő embernek írja le a szerző, fő érdemének a Második Templom felújítását tekinti.

## Mondanivalója
A mózesi törvényekhez való ragaszkodás akkor is, amikor kényszerítik a hívőt annak elhagyására. A templom tisztasága és a törvény olyan kincs, hogy védelmükre az életáldozat is dicsőséges. A szerző kiemeli a hősök vallási buzgalmait, az ellenség leírásával elfogult.

## Lásd még
- Ókori zsidó irodalom